# One Love United FC
Der One Love United Football Club ist ein Fußballverein, der auf den Britischen Jungferninseln in der BVIFA National Football League spielt. Der Verein wurde 2010 gegründet und hat seinen Sitz in der Stadt Road Town.

## Geschichte
Der Verein wurde 2010 in Spanish Town gegründet und debütierte in der Saison 2010/11 erstmals in der BVIFA National Football League, der höchsten Spielklasse der britischen Jungferninseln. Ihr erstes Ligaspiel absolvierten sie am 10. Oktober 2010 gegen VG United, das siegreich mit 4-0 endete. Nach 16 Spieltagen beendete One Love United auf dem vierten Tabellenplatz. Im selben Jahr gewannen sie mit dem Caribbean Cellars Wendol Williams Cup ihren ersten Titel, indem sie im Endspiel den amtierenden Meister Islanders FC mit 1-0 besiegten. In den Jahren 2012 folgten weitere Erfolge mit dem Gewinn des Terry Evans Knockout Cup und eines weiteren Wendol Williams Cup. Der größte Erfolg des Vereins kam 2018 mit dem Gewinn der Fußballmeisterschaft der Britischen Jungferninseln. Diesen Erfolg konnte die Mannschaft in der Saison 2022/23 wiederholen und ist hinter Islanders FC der zweiterfolgreichste Verein in der Historie BVIFA Football National League.
2020 qualifizierte sich One Love United als erster Fußballverein von den Britischen Jungferninseln, für den CONCACAF Caribbean Club Shield und hätte gegen Liberta SC, Racing Club Aruba und Amical Club gespielt. Aufgrund der COVID-19-Pandemie, wurde der Wettbewerb nicht ausgetragen.

## Wappen und Vereinsname
Das Wappen des One Love United FC zeigt einen klassischen Fußball in den Farben der Rastafari-Flagge, über dem sich eine goldene Krone befindet. Um den Ball herum ist ein grüner Lorbeerkranz angeordnet, flankiert von zwei schwarzen Löwen, die sich gegenseitig anschauen und den Kranz halten. Unter dem Wappen befindet sich ein weißer Banner mit grünen Rändern, auf dem der Vereinsname „One Love United FC“ in Orange geschrieben steht. Der Vereinsname „One Love“ ist eine Hommage an den gleichnamigen Reggae-Song von Bob Marley, einem jamaikanischen Sänger und Aktivisten. Die Trikots des Vereins ähneln denen der jamaikanischen Fußballnationalmannschaft.

## Erfolge
- BVIFA National Football League: (2) 2018, 2022/23
- Vizemeisterschaft BVIFA National Football League: 2014[6]
- Marlon A. Penn Tournament: (1) 2014
- Caribbean Cellars Wendol Williams Cup: (2) 2010, 2012
- Terry Evans Knockout Cup: (1) 2012
- Heineken Challenge Cup Finale: 2012